# Ryska vallarna

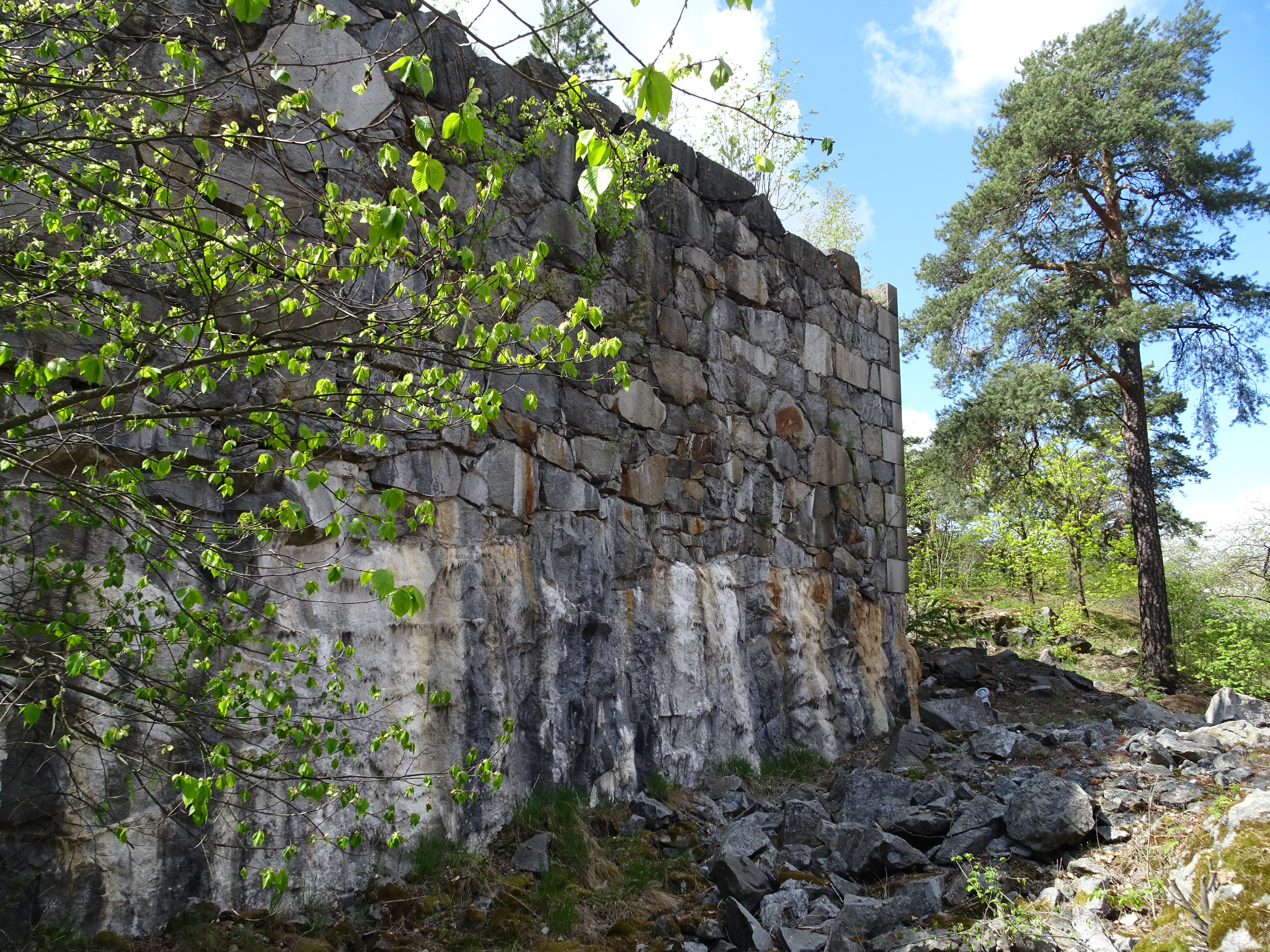
Nordöstra muren från 1830-talet.

Ryska vallarna (även kallad Ryska muren eller Ryssmuren) är en ofullbordad försvarsanläggning belägen inom Campus Solna i Solna kommun. Ryska vallarna är en fornlämning med RAÄ-nummer: Solna 57:1.

## Beskrivning

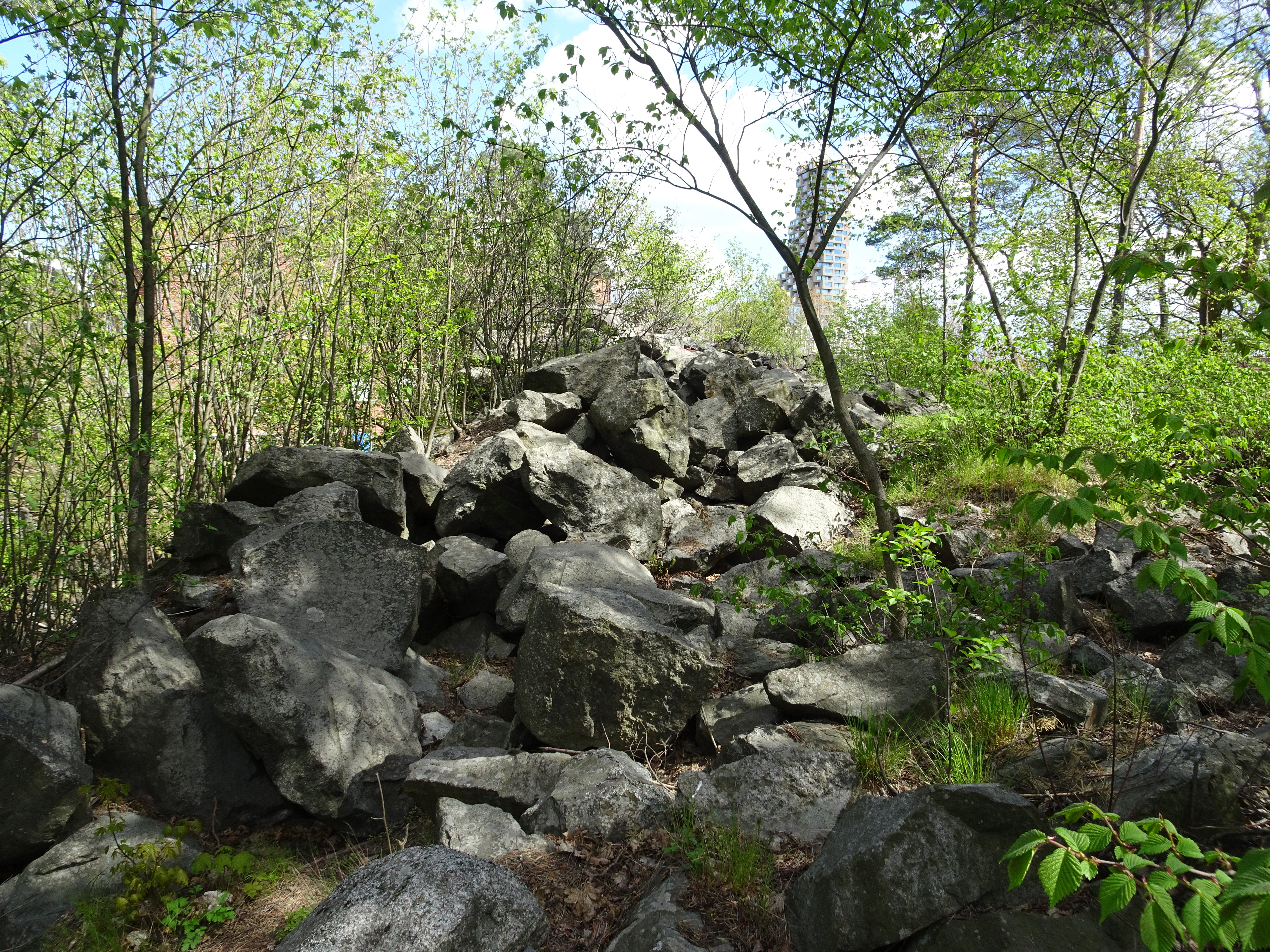
Vallarna från 1700-talet.

De så kallade Ryska vallarna ligger på Ryssberget inom Campus Solnas sydöstra del. Området har en storlek på omkring 130 x 90 meter och visar befästningsanläggningar från olika tider. En skans är känd åtminstone sedan 1667 då den omnämns som Uthi Såhlna Sochn uthi kyrkehagen wedh prestegården neder wid siönn [ligger] en gammal skantz…. Med sjön menas troligen Bomsjön som fylldes igen 1879 för att ge plats åt Värtabanan och Stockholms soplastningsstation.
Ryssmurens bevarade lämningar härrör sannolikt från 1700-talet och restes under Karl XII:s regeringstid som en del av Stockholms norra försvar. Enligt sägen var det ryska krigsfångna som byggt vallarna, därav namnet ”Ryska vallarna” eller ”Ryssmuren”. Från den tiden existerar en ringformad vall med cirka 50 meter i diameter. Vallen är 10 till 15 meter bred och 1,5 till 2,5 meter hög. I vallens södra del är en omkring fem meter bred öppning. Möjligtvis har det fortfarande existerande Torpet Stenbrottet sitt namn efter denna anläggning.
Under Karl XIV Johans regeringstid påbörjades två befästningsanläggningar strax norr om Karlbergs slott under ledning av fortifikationsofficeren och arkitekten Carl Stål. 1831 kommenderades till området vid Ryssberget soldater från Upplands och Södermanlands infanteriregementen för att bygga ett nytt försvarsverk. Då uppfördes den kraftiga stenmur som i en vinkel omgärdar Ryssberget i nordost. Muren är virka 52 meter lång och är mellan två och åtta meter hög. Hörnet mot norr är utfört av finhuggna granitblock medan resterande mur består av grovhuggna block med flera spår efter borrhål. I muren, som är hopfogad med murbruk finns några skottgluggar. Dessa arbeten, som utgjorde delar av en föreslagen befäst linje norr om Stockholm avstannade 1833 på grund av brist på medel. Den södra delen av fornlämningen försvann 2003 i samband med bygget för Astrid Fagraeuslaboratoriet.

## Bilder

Detaljer
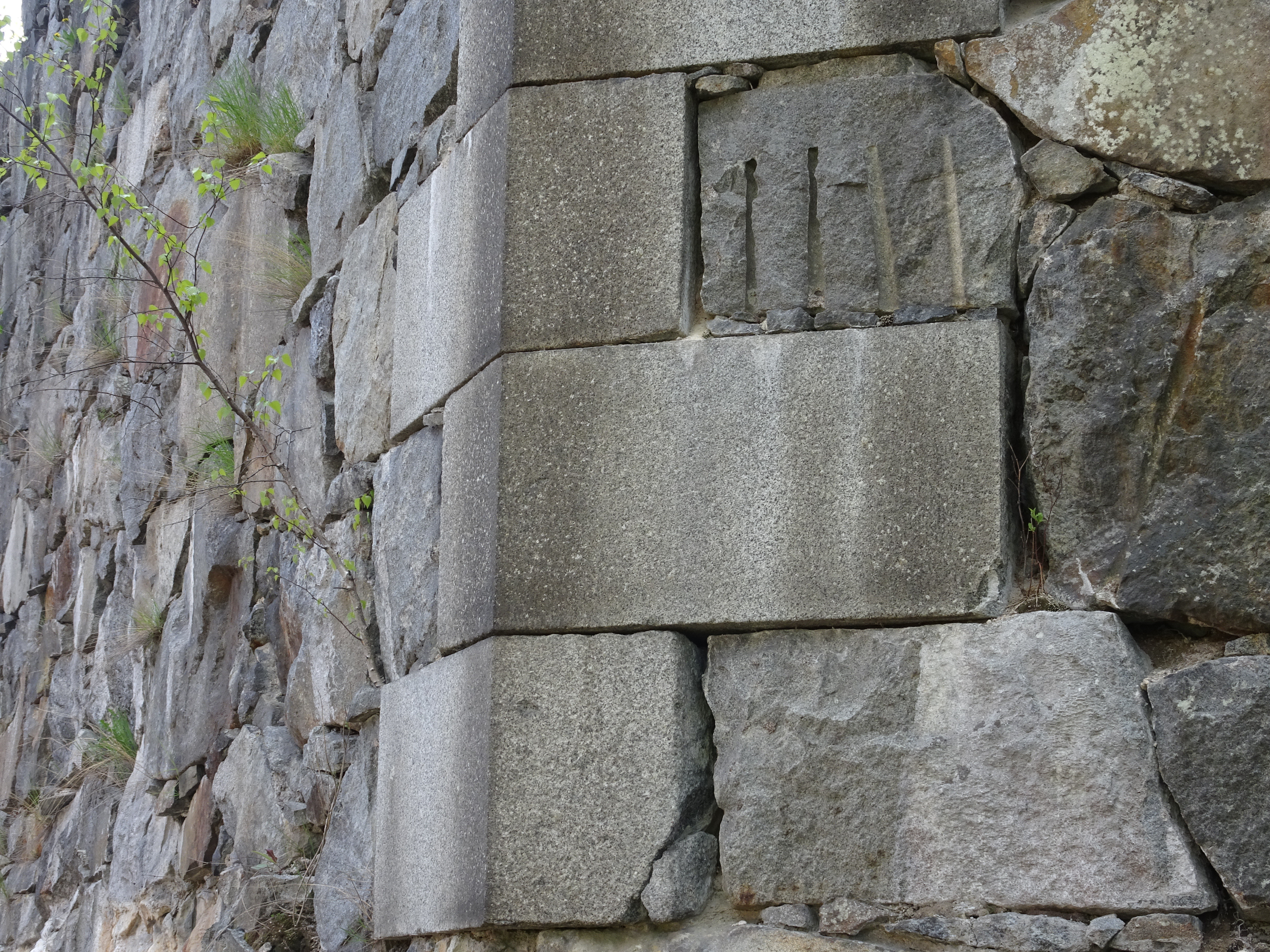
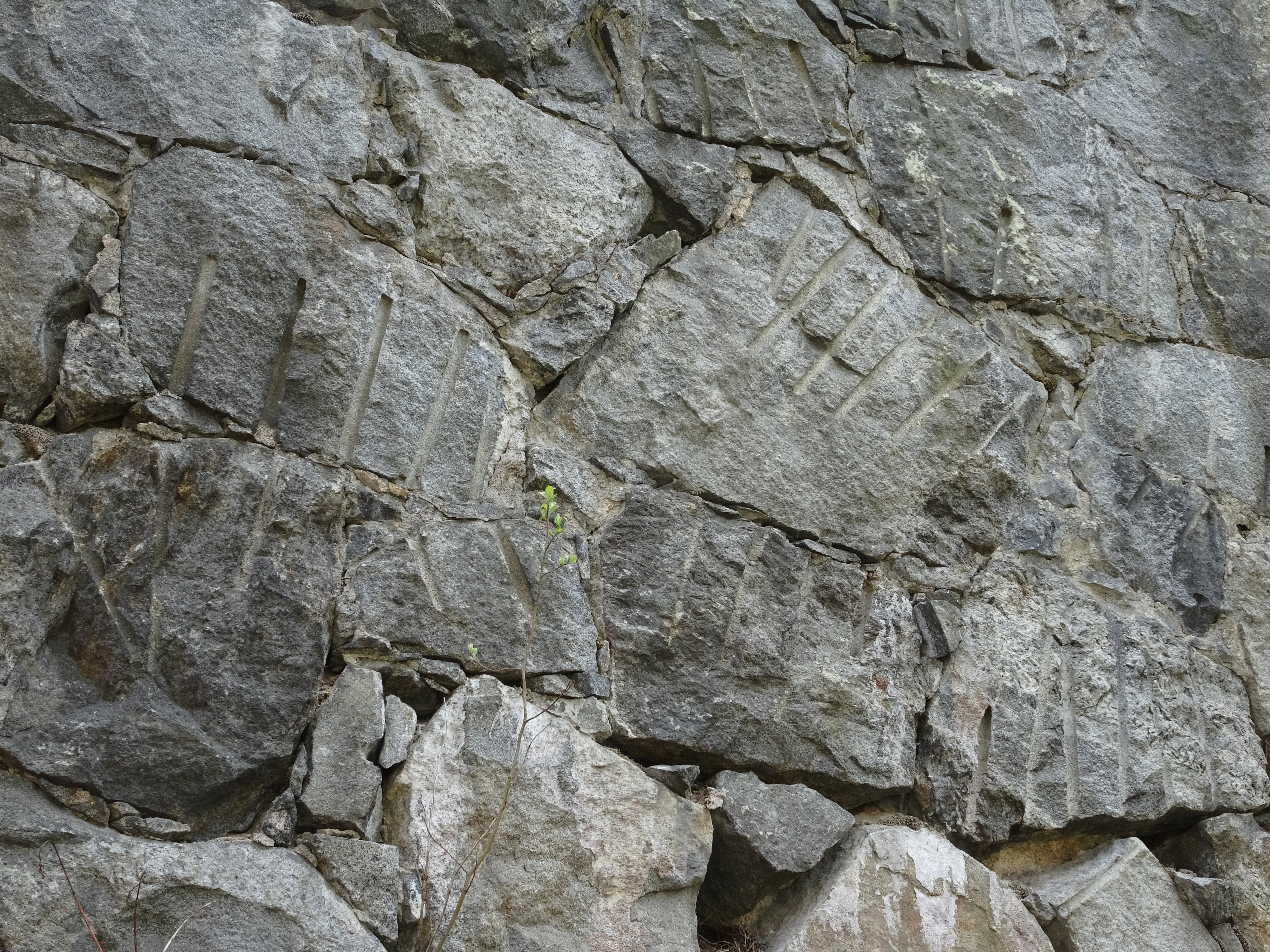
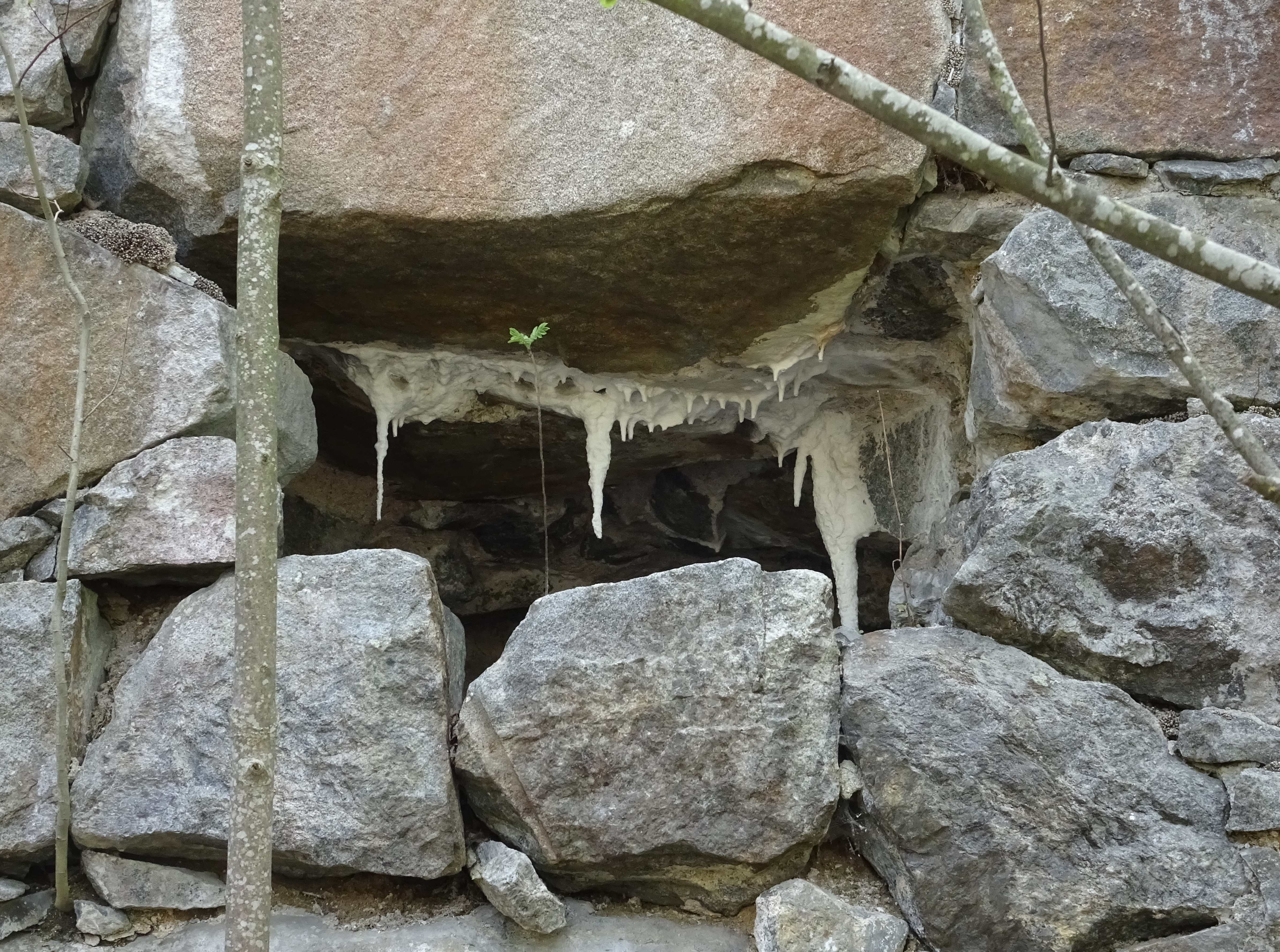
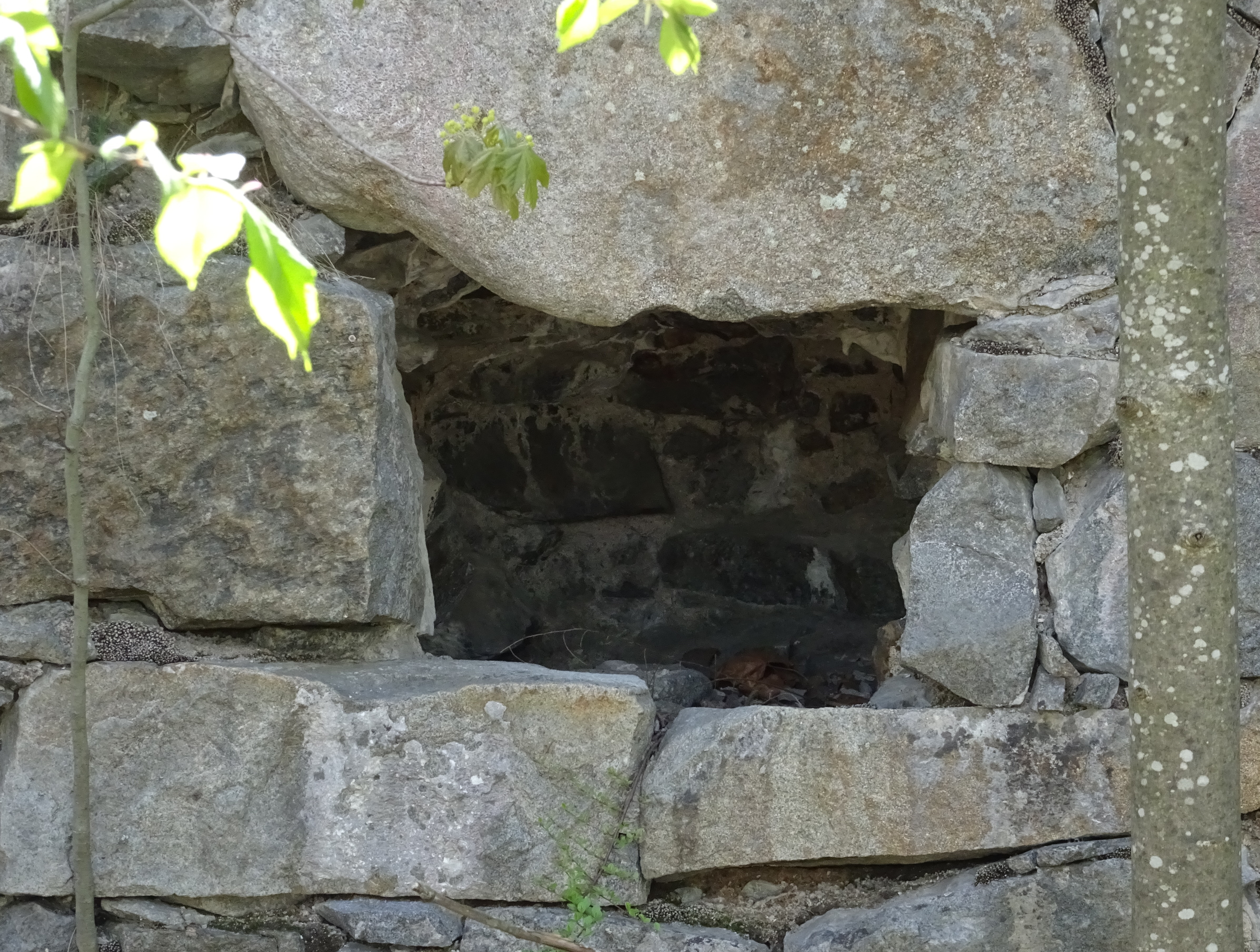